# Classe Claymore
La Classe Claymore  est la cinquième classe de  contre-torpilleurs construite pour la Marine nationale française entre 1905 et 1908. Elle fut réalisée sur les chantiers navals français : Rochefort, Le Havre et Toulon. 
Les treize navires furent utilisés durant la Première Guerre mondiale. Ils portent les noms d'armes historiques de l'infanterie : Carquois, Claymore, Cognée, Coutelas, Fleuret, Hache, Massue, Mortier, Obusier, Pierrier, Stylet, Trident, Tromblon. 

## Conception
Pour la machinerie, si l'essentiel des unités furent équipées de 2 chaudières Normand, les Cognée, Hache et Massue reçurent des chaudières Du Temple et le Pierrier expérimenta le 4 cylindres Delaunay-Belleville.
Ils furent les premiers contre-torpilleurs à embarquer des torpilles de 450 mm (17 pouces).

## Les unités de la classe

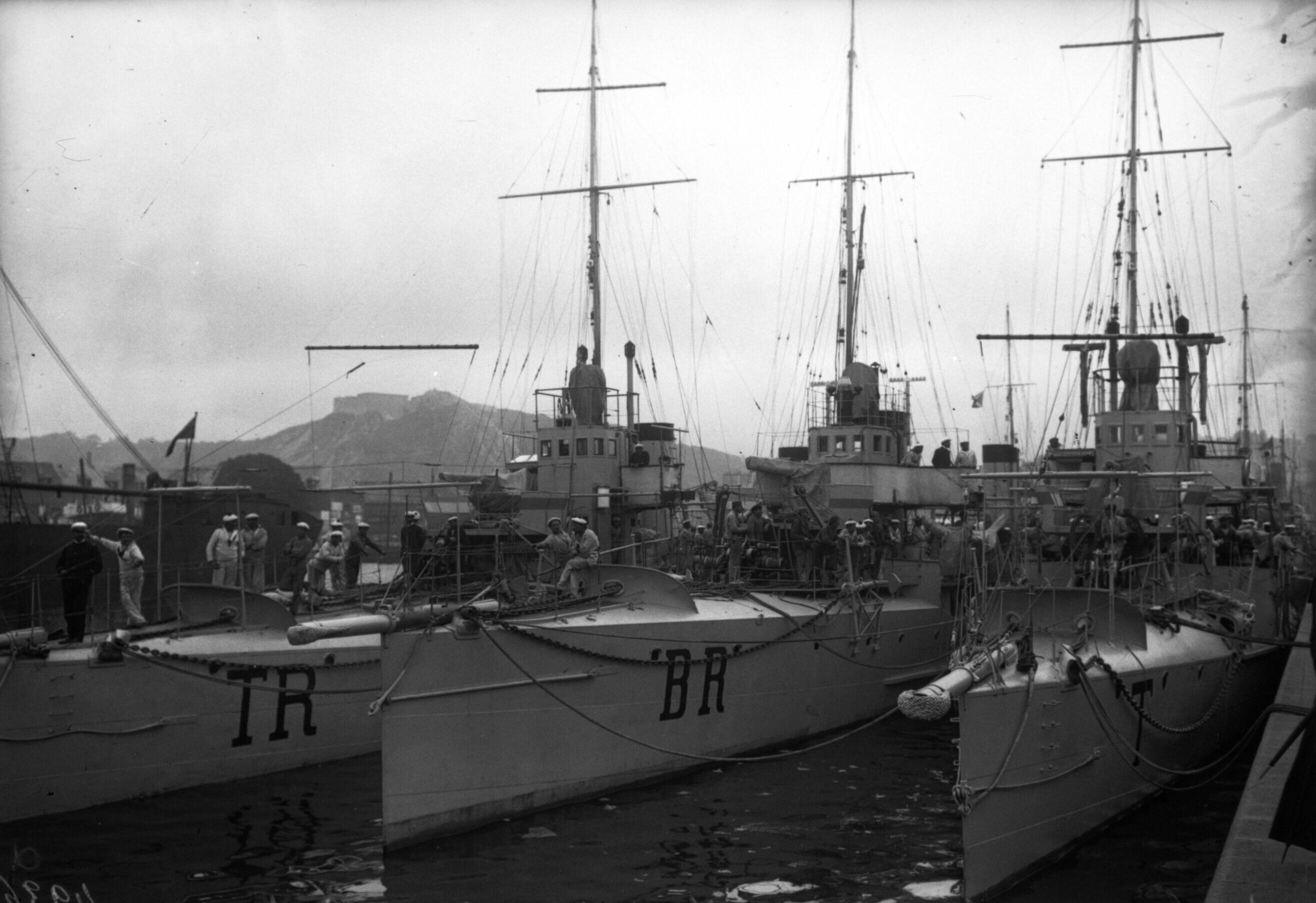
Le Trident (code TR, gauche) et le Tromblon (code T, droite) encadrant le Branlebas (code BR) à Cherbourg le 31 juillet 1909.

| N°  | Nom      | Chantier naval                                   | Quille            | Lancement         | Mis en service | Fin de carrière          |
| --- | -------- | ------------------------------------------------ | ----------------- | ----------------- | -------------- | ------------------------ |
| M32 | Stylet   | Arsenal de Rochefort                             | 21 mars 1904      | 18 mai 1905       | avril 1907     | rayé le 14 mai 1921      |
| M33 | Tromblon | Arsenal de Rochefort                             | 8 juillet 1904    | 17 juin 1905      | mai 1907       | rayé le 14 mai 1921      |
| M34 | Pierrier | Arsenal de Rochefort                             | 6 octobre 1904    | 28 février 1907   | septembre 1909 | rayé le 27 juillet 1921  |
| M35 | Obusier  | Arsenal de Rochefort                             | 10 mai 1904       | 9 mars 1906       | septembre 1907 | rayé le 27 mai 1921      |
| M36 | Mortier  | Arsenal de Rochefort                             | 12 septembre 1904 | 23 mars 1906      | janvier 1908   | coulé le 30 mars 1927    |
| M37 | Claymore | Chantiers et Ateliers Augustin Normand, Le Havre | en 1904           | 14 mars 1906      | juin 1906      | rayé le 19 mars 1926     |
| M38 | Carquois | Arsenal de Rochefort                             | 10 juillet 1905   | 26 juin 1907      | août 1908      | rayé le 29 novembre 1930 |
| M39 | Trident  | Arsenal de Rochefort                             | en 1905           | 5 décembre 1907   | janvier 1909   | rayé le 13 novembre 1931 |
| M40 | Fleuret  | Arsenal de Rochefort                             | mai 1905          | 14 décembre 1906  | mars 1909      | rayé le 12 janvier 1920  |
| M41 | Coutelas | Arsenal de Rochefort                             | 3 février 1906    | 12 janvier 1907   | avril 1908     | rayé le 28 janvier 1921  |
| M44 | Cognée   | Arsenal de Toulon                                | en 1905           | 26 novembre 1907  | décembre 1908  | rayé le 27 juillet 1921  |
| M45 | Hache    | Arsenal de Toulon                                | 1er août 1906     | 15 février 1908   | juin 1909      | rayé le 27 juillet 1921  |
| M46 | Massue   | Arsenal de Toulon                                | 1er novembre 1906 | 19 septembre 1908 | juin 1909      | rayé le 30 mars 1927     |

### Source et bibliographie
- (en) Cet article est partiellement ou en totalité issu de l’article de Wikipédia en anglais intitulé « Claymore-class destroyer » (voir la liste des auteurs).
- Jean Meyer et Martine Acerra, Histoire de la marine française : des origines à nos jours, Rennes, Ouest-France, 1994, 427 p. [détail de l’édition] (ISBN 2-7373-1129-2, BNF 35734655)
- Michel Vergé-Franceschi (dir.), Dictionnaire d'Histoire maritime, Paris, éditions Robert Laffont, coll. « Bouquins », 2002, 1508 p. (ISBN 2-221-08751-8 et 2-221-09744-0)
- Alain Boulaire, La Marine française : De la Royale de Richelieu aux missions d'aujourd'hui, Quimper, éditions Palantines, 2011, 383 p. (ISBN 978-2-35678-056-0)
- Rémi Monaque, Une histoire de la marine de guerre française, Paris, éditions Perrin, 2016, 526 p. (ISBN 978-2-262-03715-4)
- Robert Gardiner, Roger Chesneau, Eugene Kolesnik : Conway's All the World's Fighting Ships (1860-1905) (ISBN 0 85177 133 5)
- Roche, Jean-Michel (2005). "Classement par types". Dictionnaire des bâtiments de la flotte de guerre française de Colbert à nos jours 2, 1870 - 2006. Toulon: Roche (ISBN 978-2-9525917-0-6)